# 2021년 발루치스탄 지진
2021년 발루치스탄 지진은 2021년 10월 7일 3시 1분 경(UTC+5) 파키스탄 발루치스탄주의 북부에서 일어난 규모 5.9의 지진이다. 진앙지는 퀘타 시의 동쪽 100km 지점으로 깊이는 9km이며, 스러스트 단층의 운동에 의한 것으로 분석되었다. 이 지진으로 최소 20명이 숨졌고, 최소 300명이 부상을 당했으며, 지진 직후 하르나이(Harnai) 에서는 일부 건물들이 붕괴하는 등의 피해가 보고되었다.

## 지질 구조
지진이 발생한 곳은 술라이만(Sulaiman)산맥의 서쪽 경계로, 파키스탄 중앙부의 이 산맥은 유라시아판과 인도판의 충돌에 의해 형성된 습곡 산맥이다. 두 판의 경계에 위치해 있어 이 일대는 지진이 활발하며, 이번 지진의 진앙 반경 250km 이내에서 과거 100년 동안 규모 6 이상의 지진이 21회 발생했다.

## 같이 보기
- 2008년 파키스탄 지진
- 2021년 지진